# Kris Van Dijck
Kris Roger Stephanie Van Dijck (ur. 2 października 1963 w Turnhout) – belgijski polityk, samorządowiec i nauczyciel, burmistrz Dessel, od czerwca do lipca 2019 przewodniczący Parlamentu Flamandzkiego, deputowany do Parlamentu Europejskiego X kadencji.

## Życiorys
W latach 1983–1987 kształcił się w kolegium nauczycielskim Vrije Normaalschool te Wijnegem. W trakcie nauki był działaczem młodzieżowych organizacji katolickich. W latach 1988–1995 wykonywał zawód nauczyciela w szkołach w Aarschot oraz Antwerpii. W 1979 zaangażował się w działalność polityczną w ramach Unii Ludowej, był członkiem władz krajowych jej młodzieżówki Volksuniejongeren. Po rozłamie w VU dołączył do Nowego Sojuszu Flamandzkiego, od 2002 do 2005 pozostawał jego pierwszym sekretarzem generalnym, następnie został przewodniczącym rady partyjnej. Od 1988 zasiadał w radzie miejskiej w Dessel, wchodził w skład miejskiej egzekutywy. W latach 1995–2000 pełnił funkcję burmistrza, ponownie objął ją w 2007. Uzyskał mandat w pierwszych bezpośrednich wyborach do Parlamentu Flamandzkiego w 1995, wybierano go ponownie w 1999, 2004, 2009, 2014 i 2019. Kierował partyjną frakcją N-VA w latach 2004–2006 i 2009–2012.
W wyborach parlamentarnych w 2010 uzyskał mandat deputowanego do Izby Reprezentantów, jednak nie zdecydował się go objąć. 18 czerwca 2019 został przewodniczącym Parlamentu Flamandzkiego w miejsce Jana Peumansa. Zrezygnował z tego stanowiska w następnym miesiącu. Stało się to po tym, jak spowodował kolizję drogową pod wpływem alkoholu, a także po ujawnieniu, że miał pomagać znajomej prostytutce w wyłudzaniu zasiłku dla bezrobotnych. Pozostał na stanowisku burmistrza oraz członkiem regionalnego parlamentu. Rada do spraw dziennikarstwa (RVDJ) negatywnie oceniła artykuł dotyczący drugiej sprawy opublikowany przez „P-Magazine”, wskazując m.in. na brak zweryfikowania stawianych politykowi zarzutów.
W 2024 uzyskał mandat posła do Europarlamentu X kadencji.

## Życie prywatne
Zawarł związek małżeński z Leentje Verhalle, ma dwoje dzieci i dwoje pasierbów.